# Thrybius praedator
Thrybius praedator är en stekelart som först beskrevs av Rossi 1792.  Thrybius praedator ingår i släktet Thrybius och familjen brokparasitsteklar. Arten är reproducerande i Sverige. Inga underarter finns listade i Catalogue of Life.